# Улица Ивана Мазепы (Чернигов)
Улица Ивана Мазепы (укр. Вулиця Івана Мазепи) — улица в Новозаводском районе города Чернигова, одна из главных транспортных артерий и 5-я по длине улица города. Пролегает от проспекта Мира до пересечения Михайло-Коцюбинского шоссе и улицы Народного движения (Циолковского).  
Примыкают улицы Ремесленная, Любечская, Олегово поле, проспект Победы, Александра Мациевского (Попудренко), Пантелеймоновская (Малясова), Музыкальная, Александра Довженко (Толстого), Ушинского, Индустриальная.

## История
На месте современной улицы пролегала дорога на Киев. В 19 веке на ней были несколько домов, усадьба больницы, паровая мельница и небольшой кирпичный завод. После строительства ж/д станции и вокзала на правом берегу Десны, в 1920-е годы была проложена улица и названа Вокзальная. В довоенные годы кроме небольших жилых домов на улице были расположены кирпичный завод № 1, психоневрологическая больница, промартель, несколько торговых баз и учреждений.
Ранее улицей Щорса назывался современный переулок Попудренко (до 2016 года — переулок Щорса). В 1940-е годы Вокзальная улица переименована на улица Щорса — в честь командира украинских повстанческих формирований времён Гражданской войны Николая Александровича Щорса.
После Великой Отечественной войны улица была продлена за ж/д линию Чернигов—Нежин, где были построены промышленные предприятия: «Черниговский завод железобетонных изделий» (1957 год), производственное объединение «Химволокно» (1961 год), «Камвольно-суконный комбинат» (1963 год) и другие. «Черниговский завод железобетонных изделий» (№ 59) треста «Черниговпромстроя» на 01.01.1987 года включал два цеха сборного бетона, бетонорастворный узел, столярно-опалубковый цех, цех пористых бетонов, асфальто-перлитный цех, гипсокартонный участок. 
С размещением в Чернигове новых промышленных предприятий после 1955 года разрабатывались проекты новых жилых массивов. Одним из таких стал квартал № 16, построенный по проекту архитекторов Ю. Романенко и И. Литкиной на месте довоенного стадиона (на углу улиц Ленина и Щорса).
5 ноября 1963 года улица Щорса стала участком двух из трёх первых троллейбусных маршрутов города: № 2 «Бобровица — Камвольно-суконный комбинат» и № 3 «Бобровица — Химволокно», связав крупные предприятия с остальной частью города. 2 августа 1965 года был открыт новый маршрут № 4 на протяжении всей длины улицы Щорса, связав Химволокно с селом Коты (до современного перекрёстка проспекта Мира и улицы Литовская). 15 июня 1966 года улица стала участком нового маршрута № 8, связав Химволокно с Бобровицким жилмассивом через улицу Толстого. 5 сентября 1965 года маршрут № 2 был изменён, связав Бобровицу и Коты, не по улице Щорса. 22.07.1982 маршрут № 3 был закрыт, затем маршрут изменили на период 06.02.1984—06.12.1991 «Камвольно-суконный комбинат — Черниговавтодеталь».
В 1970 году был построен Дворец культуры Черниговского производственного объединения «Химволокно», который включал театральный, лекционный, танцевальный залы, кинозал, клубную гостиную, комнаты для работы кружков. Сейчас — Городской дворец культуры имени В. Радченко (дом № 23). 
В 1962 году был открыт «Черниговский вечерний механико-технологический техникум» (дом № 64). Готовил специалистов для текстильной (5 специальностей) и химической (2 специальности) промышленностей. На 1987 год техникум готовил специалистов по 5 специальностям и насчитывал 315 учеников. 
В 1986 году был создан «Черниговский вечерний химико-технологический техникум» (дом № 74) на базе учебно-консультативного пункта Днепродзержинского химико-технологического техникума при производственном объединении «Химволокно» (открытый в 1970 году). Техникум имел вечернюю и заочную формы обучения. 
В 1997 году два техникума были объединены в единый «Черниговский государственный механико-технологический техникум» (дом № 64), имел дневную и заочную формы обучения и готовил младших специалистов по 8 специальностям. Затем был реорганизован в «Черниговский промышленно-экономический колледж» КНУТД (дом № 64А/2). 
12 февраля 2016 года улица получила современное название — в честь гетмана Войска Запорожского Ивана Степановича Мазепы, согласно Распоряжению городского главы В. А. Атрошенко Черниговского городского совета № 46-р «Про переименование улиц и переулков города» («Про перейменування вулиць та провулків міста»)

## Застройка
Улица занята многоэтажной (5-9-этажные дома) и частично малоэтажной (2-этажные дома) жилой застройкой, частично усадебной застройкой, застройкой учреждений обслуживания, промышленных, коммунальных и складских предприятий. 
Улица с проспектом Победы образовывает площадь Победы. В конце улицы перпендикулярно основной дороге есть съезд на юг, что ведёт к производственному объединению «Химволокно».
Непарная сторона улицы от проспекта Мира до улицы Любечская занята территорией городской больницы № 1, частично усадебной (два дома) и многоэтажной жилой (один 5-этажный) застройкой, парная — малоэтажной (3-этажные дома) и многоэтажной (4-5-этажные дома) жилой застройкой, геологоразведочным институтом (два здания). Непарная сторона улицы между улицей Любечская и площадью Победы занята многоэтажной жилой застройкой (5-этажные дома), парная — военной частью ТО500 (8-й учебный центр Государственной специальной службы транспорта), многоэтажной жилой застройкой (9-этажные дома), у площади Победы два 2-этажных и один 4-этажный дома. Улица от площади Победы до Музыкальной улицы занята чередующимися малоэтажной (2-этажные дома) и многоэтажной (5-9-этажные дома) жилой застройкой, территорией промышленных предприятий. Непарная сторона улицы между улицами Музыкальная и Толстого занята лесополосой вдоль ж/д линии Чернигов—Нежин, парная — территорией бывшей Черниговской музыкальной фабрики. Далее, сделав изгиб в более западном направлении, по эстакаде проходит над ж/д линией Чернигов—Нежин. Конец улицы занят территорией промышленных («Химволокно», КСК), строительных («Домобудівник» ДБК, управление механизации строительства «Черниговстрой», передвижная механизированная колона) и автотранспортных предприятий, баз и складов, частично многоэтажной жилой застройкой (5-этажные дома общежитий).
|                                                |                                                                             |                                                        |                                                             |
| Памятник архитектуры Корпус городской больницы | Черниговский областной педагогический лицей для одаренной сельской молодежи | участок от Ремесленной до проспекта Мира слева дом № 3 | Украинский государственный геологоразведочный институт НАНУ |
|                                                |                                                                             |                                                        |                                                             |
| участок от Любечской до Ремесленной            | Городской дворец культуры (ранее Дом культуры Химиков)                      | в направлении Любечской улицы                          | в направлении площади Победы                                |

Учреждения:
1. дом № 3 — Областная психоневрологическая больница и Областной центр по профилактике и борьбе со СПИДом — два разных здания
2. дом № 4 А — Черниговский областной педагогический лицей для одаренной сельской молодежи Черниговского областного совета
3. дом № 10А — Украинский государственный геологоразведочный институт НАНУ Черниговское отделение
4. дом № 19  — Управление Пенсионного Фонда Украины в Новозаводском районе Чернигова
5. дом № 23 — Городской дворец культуры имени В. Радченко (ранее Дом культуры Химиков)
6. дом № 35 — школа № 6
7. дом № 57К — государственное предприятие «Пожтехника»
8. дом № 58 — «Черниговский ремонтно-механический комбинат». Детсад № 14
9. дом № 59 — «Ростбуд» — территория завода стройматериалов № 2 (ранее «Черниговпромстрой»)[13]
10. дом № 59 А — «Домобудівник» (ДБК)[14]
11. дом № 62 В — «Новофил»[15]
12. дом № 64 — Библиотека Черниговского промышленно-экономического колледжа Киевского национального университета технологий и дизайна
13. дом № 64 А / 2 — Черниговский профессиональный колледж информации и дизайна КНУТД (ранее Черниговский промышленно-экономический колледж; изначально Черниговский вечерний механико-технологический техникум)
14. дом № 66 — Камвольно-суконная компания «Чексил» (КСК) (ранее «Черниговский камвольно-суконный комбинат»)
15. дом № 67 — управление механизации строительства «Черниговстрой». Металлосервисный центр СТВ[16]
16. дом № 78 — спорткомплекс «Химик»
17. дом № 100 — Черниговский комбинат химического волокна производственного объединения «Химволокно»[17] — закрыто
18. дом № 110 — «Химтекстильмаш»
19. дом № 110А — «Черниговфильтр»

Памятники архитектуры или истории:
1. дом № 1 — Корпус городской больницы (начало 19 века) — архитектуры местного значения
2. территория телецентра — Дом меры и веса (19 век) — архитектуры местного значения
3. площадь Победы — Памятный знак в честь советских воинов-освободителей (1968 год) — истории местного значения

Есть ряд значимых и рядовых исторических зданий, что не являются памятниками архитектуры или истории: 2-этажное здание № 3 (Областная психоневрологическая больница), 1-этажное здание без номера (Лаборатория охраны зрения) и № 3 А, усадебный дом № 5, 2-этажный жилой дом № 40.
Мемориальные доски:
1. дом № 2 — Заслуженному артисту Украины Леониду Николаевичу Пашину — на доме, где жил
2. дом № 6 — Дважды Герою Советского Союза Александру Игнатьевичу Молодчему — на доме, где жил (1969-2002)
3. дом № 13 — Заслуженному врачу УССР Анатолию Александровичу Шиш — на доме, где жил (1976-1999)
4. дом № 23 — первому директору Черниговского завода синтетического волокна Вячеславу Яковлевичу Радченко — на здании Дома культуры Химиков в честь присвоения дворцу имени Вячеслава Радченко, приуроченное к 100-летию со дня его рождения
5. дом № 29 — основателю городского ветеранского движения воинов-интернационалистов Василию Шевчуку — на доме, где жил
6. дом № 32 — кавалеру Ордена Славы Николаю Григорьевичу Палкину — на доме, где жил
7. дом № 34 — Герою Советского Союза Константину Сергеевичу Давыденко — на доме, где жил
8. дом № 37 А — Заслуженному работнику культуры Украины Станиславу Панасовичу Репьяху — на доме, где жил (1982-2012)